# Mary Rose Museum

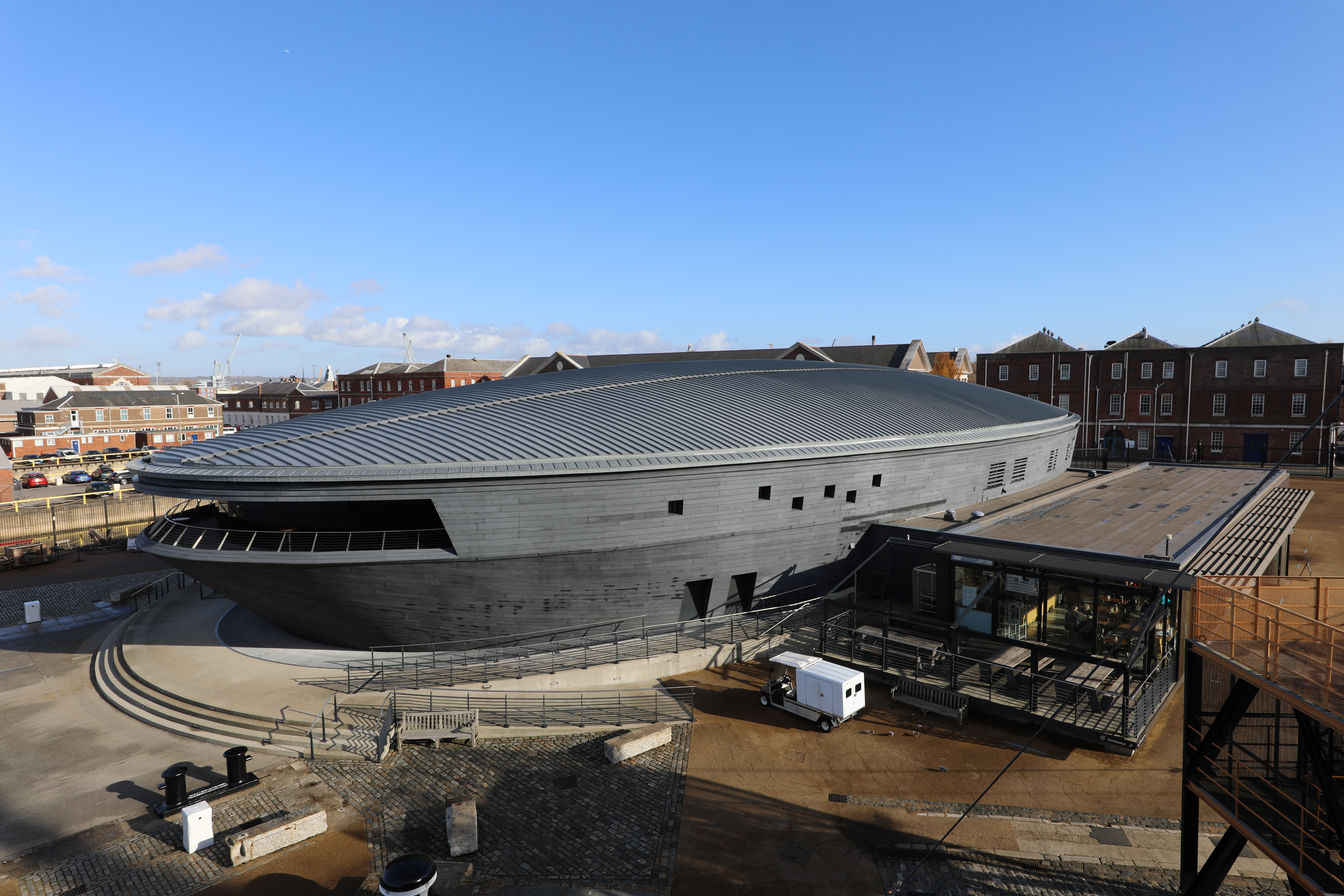
Exteriör av Mary Rose Museum.

Mary Rose Museum är ett historiskt museum vid Portsmouth Historic Dockyard i Portsmouth, England i Storbritannien som drivs av den ideella stiftelsen Mary Rose Trust. Museet är tillägnat det engelska 1500-talsskeppet Mary Rose och den tid som hon var i aktiv tjänst i Henrik VIII:s flotta. 
Museet byggdes efter bärgningen av Mary Rose 1982 och har ställt ut föremål från skeppet. Även själva skeppet har visats upp i en särskild skeppshall medan det legat i förvar och sedan 1994 genomgått aktiv konservering. I september 2009 stängde skeppshallen så att man kunde påbörja byggnationen av en ny museibyggnad som öppnades i maj 2013 . Den existerande byggnaden som innehåller utställningar om skeppets historia med bland annat bärgade föremål kommer att hålla öppet till den nya byggandet står färdig. Den fullständiga konserveringen av Mary Rose kommer att vara färdig 2016, och då kommer hon att till fullo integreras i sin nya museimiljö.
Mary Rose Museum är systermuseum till det svenska Vasamuseet.